# トレゴ郡 (カンザス州)
トレゴ郡（英: Trego County）は、アメリカ合衆国カンザス州の中央部西に位置する郡である。2010年国勢調査での人口は3,001人であり、2000年の3,319人から9.6%減少した。郡庁所在地はウェイキーニー市（人口1,862人）であり、同郡で人口最大の都市でもある。

## 法と政府
トレゴ郡はアルコールを禁じる、すなわち「ドライ」の郡だったが、1986年にカンザス州憲法が修正され、住民は投票で個人が嗜むアルコール飲料の販売を承認した。ただし、食料販売量の30%までという制限が付いた。

## 地理
アメリカ合衆国国勢調査局に拠れば、郡域全面積は899.02平方マイル (2,328.5 km2)であり、このうち陸地は888.29平方マイル (2,300.7 km2)、水域は10.73平方マイル (27.8 km2)で水域率は1.19%である。

### 隣接する郡
- グラハム郡 - 北
- ルークス郡 - 北東
- エリス郡 - 東
- ネス郡 - 南
- ゴーヴ郡 - 西

## 人口動態

人口ピラミッド

以下は2000年の国勢調査による人口統計データである。
| 基礎データ - 人口: 3,319人 - 世帯数: 1,412 世帯 - 家族数: 936 家族 - 人口密度: 1人/km2（4人/mi2） - 住居数: 1,723軒 - 住居密度: 1軒/km2（2軒/mi2） 人種別人口構成 - 白人: 97.77% - アフリカン・アメリカン: 0.18% - ネイティブ・アメリカン: 0.39% - アジア人: 0.48% - 太平洋諸島系: 0.06% - その他の人種: 0.15% - 混血: 0.96% - ヒスパニック・ラテン系: 0.78% 年齢別人口構成 - 18歳未満: 23.9% - 18-24歳: 5.5% - 25-44歳: 23.5% - 45-64歳: 23.2% - 65歳以上: 24.0% - 年齢の中央値: 44歳 - 性比（女性100人あたり男性の人口） - 総人口: 91.1 - 18歳以上: 87.6 | 世帯と家族（対世帯数） - 18歳未満の子供がいる: 27.3% - 結婚・同居している夫婦: 58.1% - 未婚・離婚・死別女性が世帯主: 6.3% - 非家族世帯: 33.7% - 単身世帯: 31.4% - 65歳以上の老人1人暮らし: 17.7% - 平均構成人数 - 世帯: 2.27人 - 家族: 2.86人 収入と家計 - 収入の中央値 - 世帯: 29,677米ドル - 家族: 40,524米ドル - 性別 - 男性: 26,545米ドル - 女性: 16,927米ドル - 人口1人あたり収入: 16,239米ドル - 貧困線以下 - 対人口: 12.3% - 対家族数: 11.2% - 18歳未満: 14.1% - 65歳以上: 12.0% |

## 都市と町

### 法人化された都市
都市名の後の数字は2010年国勢調査での人口を示す。
- ウェイキーニー, 1,862 - 郡庁所在地
- コリア, 109

## 郡区
トレゴ郡は7の郡区に分けられている。郡内の都市はどれも「政治的に独立」とは見なされず、郡区の数字の全ては都市の数字を含んでいる。下表で「人口中心」は最大都市であり、特に大きな数字でなければ、郡区の人口に含まれるものである。

## 教育

### 統一教育学区
- ウェイキーニー USD 208